# Bruno Schmidt (Puppenhersteller)
Bruno Schmidt (B.S.W. oder S oder BSW) war eine im Jahr 1900 in Waltershausen in Thüringen gegründete Puppenfabrik auf der Grundlage von Holz und Celluloid.

## Geschichte
Die Firma Bruno Schmidt war zu Beginn des 20. Jahrhunderts Anbieter zahlreicher Charakterbabys. Diejenigen mit Köpfen aus Biskuitporzellan wurden ausschließlich von Bähr & Pröschild (BP) bezogen.
Nachdem 1904 die Schutzmarke mit einem Herz und den Initialen BSW eingetragen wurde, 1908 das Herz alleine und ab 1910 die Wort-Bild-Marke „Mein Goldherz“ für Charakterbabys, kaufte BP das Unternehmen im Jahr 1918, führte die Firma jedoch weiter. Doch schon zuvor wurden aufgrund der engen Zusammenarbeit der beiden Firmen die Biskuitköpfe von Bähr & Pröschild oftmals mit den Marken beider Firmen versehen, also sowohl mit dem Herz von BSW als auch mit den gekreuzten Schwertern von BP. In die nach 1919 hergestellten Köpfe wurden die Buchstaben S oder G sowie die Herzmarke vor dem Brand eingeprägt.
Das Unternehmen Bruno Oscar Schmidt bestand noch im Jahr 1945 in der Ibenhainer Straße 42.

## Formnummern
Puppenköpfe von Bruno Schmidt weisen zweierlei Formnummern auf: Dreistellige Ziffern weisen auf Bähr & Pröschild als Hersteller, vierstellige auf BS. Bekannte Formnummern sind unter anderem 2032, 2025, 2075, 2081, 2084, 2085, 2092, 2094, 2095, 2096, 2097, 2098 sowie 2154.